# Lago Kummerow
Kummerow (em alemão: Kummerower See)[a] é um lago em Landkreis Demmin, Meclemburgo-Pomerânia Ocidental, Alemanha. Com uma altitude de apenas 0,3 m, sua área de superfície é de 32,55 km², o que o torna no 8.º maior lago da Alemanha, em área.